# Fronsoma caudata
Fronsoma caudata är en stekelart som beskrevs av T.C. Narendran 1994. Fronsoma caudata ingår i släktet Fronsoma och familjen kragglanssteklar. Inga underarter finns listade i Catalogue of Life.